# メドヴェジエ、サニコヴォ

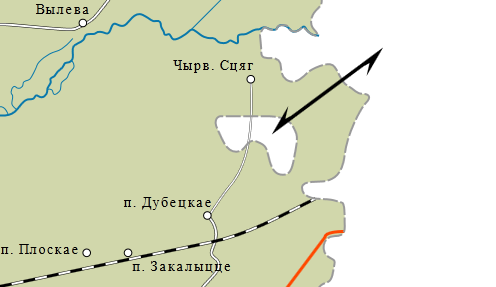
両村の位置。緑（ベラルーシ）内の白い箇所のうち、東部がメドヴェジエ、西部がサニコヴォ

メドヴェジエならびにサニコヴォ（ロシア語: Медвежье,Саньково）は、ベラルーシ・ホメリ州内にあるロシアの飛び地（包領）である。面積は両地を合わせておよそ4.5㎢（454ヘクタール）、ロシア国境まではおよそ800mの距離にある。行政上はロシア・ブリャンスク州ズルィンカ地区(ru)の管轄である。現在は廃村であり、メドヴェジエとサニコヴォに住民はいない。

## 歴史
メドヴェジエとサニコヴォ（以下、両村と記載する）は20世紀初頭に、ロシア人の入植者によって建設された。当初の規模は、メドヴェジエに37戸、サニコヴォに30戸が存在した。1926年、行政区分が改編され、両村を含む周辺地域は白ロシア・ソビエト社会主義共和国に属することになったが、両村の住民がロシアへの帰属を希望したため、白ロシア（現ベラルーシ）内において飛び地となった。
第二次世界大戦中、両村の住人は赤軍パルチザンに協力したため、ナチス・ドイツ軍によって両村は壊滅的な打撃を受けた。また、1986年にチェルノブイリ原子力発電所事故が起こると、両村はきわめて汚染の激しい地域となった。住民は避難をはじめ、1990年代初頭には両村合わせての人口は100人を割り込んだ。さらに、ロシア連邦政府は両村をチェルノブイリ立入禁止区域に指定したため、残った住民も全員村外に避難した。1999年には行政単位としても廃止され、現在、両村は無人となっている。
| 年度         | 1926年 | 1979年 | 1989年 |
| ------------ | ------ | ------ | ------ |
| メドヴェジエ | 159    | 95     | 49     |
| サニコヴォ   | 165    | 76     | 34     |